# Maconacon
Maconacon est une municipalité de la province d’Isabela, aux Philippines.